# Netsky (musicista)
Netsky, pseudonimo di Boris Daenen (Edegem, 22 marzo 1989), è un produttore discografico, disc jockey e musicista belga di musica drum and bass..
Il nome deriva dall'omonimo virus.

## Biografia
Netsky produce generalmente musica liquid funk, un sottogenere della musica drum and bass. La sua musica è stata molto influenzata dal remix di Gold Digger di High Contrast.
Verso la fine del 2009, Netsky ha firmato un contratto con la Hospital Records. Il 30 maggio 2010 pubblica il suo album di debutto, l'omonimo Netsky. Ha ricevuto una nomination come "Best Upcoming Producer" ai Drum + Bass Arena Awards a pochi mesi dal suo debutto.
Il 25 giugno 2012 esce il suo secondo album, 2. Il 3 giugno 2016 ha visto l'uscita del terzo 3, comportando una decisa virata stilistica verso generi più accessibili.

## Discografia

### Album in studio
- 2010 – Netsky
- 2012 – 2
- 2013 – 3
- 2020 – Second Nature

### EP
- 2018 – Abbot Kinney

### Singoli
- 2009 – King of the Stars/Dolomite (con Crystal Clear)
- 2009 – Prisma/Tomorrow's Another Day
- 2009 – Starlight/Young and Foolish
- 2009 – Everyday/Come Back Home
- 2009 – Generations (S.P.Y Remix)/Hold on to Love (con BCee)
- 2009 – I Refuse/Midnight Express
- 2010 – Eyes Closed
- 2010 – Turn Up (the Music)/Memory Lane (con Camo & Krooked)
- 2010 – Your Way/Daydreaming
- 2010 – Moving with You (feat. Jenna G)
- 2012 – Give & Take
- 2012 – Come Alive
- 2012 – Love Has Gone
- 2012 – We Can Only Live Today (Puppy) (feat. Billie)
- 2014 – Running Low (feat. Beth Ditto)
- 2015 – Rio (feat. Digital Farm Animals)
- 2016 – Work It Out (feat. Digital Farm Animals)
- 2016 – Higher (con Jauz)
- 2017 – Here with You (con i Lost Frequencies)
- 2018 – Téquila limonada (feat. A.Chal)
- 2018 – Ice Cold (con David Guetta)
- 2019 – I Don't Even Know You Anymore (feat. Bazzi e Lil Wayne)
- 2019 – Snitch (con Aloe Blacc)
- 2020 – I See the Future in Your Eyes
- 2020 – Mixed Emotions (feat. Montell2099)
- 2020 – Blend (con i Rudimental)
- 2022 – Broken (con Montell2099)
- 2022 – Barricades (con Rita Ora)

### Remix
| Anno | Remix                                                   | Album di provenienza                                  |
| ---- | ------------------------------------------------------- | ----------------------------------------------------- |
| 2009 | Miike Snow – Black And Blue (Netsky Remix)              | Black and Blue (Remixes)                              |
| 2010 | CHEW LiPS – Karen (Netsky Remix)                        | Karen                                                 |
| 2010 | Mutated Forms – Glory Days (Never Again) (Netsky Remix) | Time to Shine / Glory Days (Never Again) Netsky Remix |
| 2010 | Audio Bullys – Only Man (Netsky Remix)*                 | Bootleg                                               |
| 2010 | Pendulum – Witchcraft (Netsky Remix)                    | Witchcraft (single)                                   |
| 2010 | Swedish House Mafia – One (Netsky Remix)                | One – Single                                          |
| 2010 | Underworld ft. High Contrast – Scribble (Netsky Remix)  | Scribble (single)                                     |
| 2010 | Plan B – Recluse (Netsky Remix)                         | Recluse – Single                                      |
| 2010 | Shameboy – Strobot (Netsky Remix)                       | Drum & Bass Arena Evolution                           |
| 2010 | Rusko – Everyday (Netsky Remix)                         | Everyday EP                                           |
| 2010 | Jessie J – Nobody's Perfect (Netsky Remix)              | Nobody's Perfect (Digital EP)                         |
| 2010 | Leftfield – Release The Pressure (Netsky Remix)         | Unknown                                               |
| 2011 | Skream – Anticipate (Ft. Sam Frank) (Netsky Remix)      | Anticipate (single)                                   |
| 2011 | Rusko – Everyday (Netsky VIP Remix)                     | Fifteen Years of Hospital Records                     |
| 2012 | Madeon – Finale (Netsky Remix)                          | The City - EP                                         |